# Évelyne Tchitchelle
Évelyne Tchitchelle de son nom de jeune fille Moe-Poaty, née en 1950, est une haute fonctionnaire et personnalité politique de la république du Congo.
Le 23 septembre 2022, elle est élue Présidente du Conseil départemental et municipal de Pointe-Noire, et maire de la ville de Pointe-Noire. Elle devient ainsi la première femme du pays, édile d'une agglomération de plus d'un million d'habitants.

## Biographie
Issue d'une des familles nobles du Royaume de Loango, elle obtient son Brevet d'études du premier cycle en 1966 puis, son baccalauréat littéraire en 1970 en France, pays dans lequel elle poursuit ses études.
En 1986, elle parfait sa formation par une licence es lettres de l'Université Panthéon-Sorbonne.
Dès son retour au Congo, elle occupe différents postes à responsabilité dans la haute administration du Commerce extérieur. Elle est mariée à Tchichellé Tchivéla, médécin militare, homme politique et écrivain, avec lequel, ils ont quatre enfants.

## Carrière politique
Membre du comité central du Parti congolais du travail, Évelyne Tchitchelle est élue, le 23 septembre 2022, à la tête du Conseil départemental et municipal de Pointe-Noire, et comme maire de la ville de Pointe-Noire. Elle se présentait contre le candidat sortant Jean-François Kando, appartenant au même parti qu'elle. Elle est installée dans ses nouvelles fonctions le 4 février 2023.

## Voir Aussi